# Брайович, Иван
Иван Брайович (черног. Иван Брајовић, Ivan Brajović; род. 9 марта 1962) — черногорский политик, бывший председатель парламента Черногории (2016—2020) и бывший министр транспорта и морских дел в правительстве Черногории. Является основателем и нынешним президентом Социал-демократов Черногории (СД).

## Биография
Иван Брайович родился в 1962 году в Титограде (современная Подгорица), столице Черногории, в то время входившей в состав Социалистической Республики Черногория СФР Югославии. Окончив начальную и среднюю школы в Даниловграде, Браевич окончил строительный факультет университета имени Велько Влаховича.

## Политическая карьера
До введения многопартийной системы Брайович был делегатом в Даниловградском муниципалитете, членом президиума Союза социалистической молодёжи Югославии, вице-председателем Ассамблеи Социалистической Республики Черногории. С введением многопартийной системы в 1990 году он стал одним из основателей Союза реформаторских сил Черногории и Социал-демократической партии Черногории (СДП). Являлся секретарём Исполнительного совета СДПГ и вице-президентом партии.
Занимал пост министра внутренних дел в 5-м кабинете Мило Джукановича (2009—2010) и кабинете Игоря Лукшича (2010—2012), а затем министром транспорта и морских дел в 6-м кабинете Мило Джукановича (2012—2016).
В 2015 году он стал одним из основателей Социал — демократической партии Черногории (СД), когда фракция социал-демократической партии Черногории вышла из политической партии и сформировала новый политический субъект, после раскола между фракцией про-ДПС во главе с Браевичем и лидером партии Ранко Кривокапичем. После парламентских выборов 2016 года он был избран председателем парламента. Участник ряда политических собраний в стране, так и за рубежом. На пятом Съезде ПСР КГ был избран в вице-президенты ПСР на парламентских выборах в 2002 году и в 2006 году.
Обладатель диплома Луча I, награды в честь дня освобождения Даниловграда «9 декабря», так и студенческих наград в честь дня освобождения «19 декабря», как лучший студент Строительного факультета.